# Marriottella exquisita
Marriottella exquisita är en tvåvingeart som beskrevs av Munro 1939. Marriottella exquisita ingår i släktet Marriottella och familjen borrflugor. Inga underarter finns listade i Catalogue of Life.